# James Magnussen
James Magnussen (Port Macquarie, 11 de abril de 1991) é um nadador australiano, medalhista olímpico.

## Carreira

### Mundial 2011
No Campeonato Mundial de Esportes Aquáticos de 2011, com apenas 20 anos e sendo um desconhecido do público, obteve a medalha de ouro nos 100 metros livres com a marca de 47s63, além de levar a Austrália à medalha de ouro do revezamento 4x100 m livres, quando fez a primeira perna da prova no tempo de 47s49, o melhor tempo da História dos 100 metros livres sem super trajes, batendo o antigo recorde de Pieter van den Hoogenband. No fim, ajudou a Austrália na conquista da prata no 4x100 m medley.

### Londres 2012
Em março de 2012, Magnussen venceu a seletiva australiana dos 100 metros livres para os Jogos Olímpicos de Londres 2012, com a expressiva marca de 47s10, ficando a 19 centésimos do recorde mundial do brasileiro César Cielo. É a quinta melhor marca da história da prova, a melhor sem os super trajes tecnológicos.